# Раждането на Венера (Кабанел)
Вижте пояснителната страница за други значения на Раждането на Венера.
„Раждането на Венера“ (на френски: La Naissance de Vénus) е картина на френския художник Александър Кабанел. Картината представлява живопис, изпълнена с маслени бои върху платно, с размери 130×225 см. В наше време е изложена в музея Орсе, в Париж.
Картината е изложена през 1863 г. в Парижкия салон и има огромен успех. Тя е закупена от френския император Наполеон III Бонапарт за неговата лична колекция. През 1896 г. картината е предадена в Лувъра. От 1881 г. до 1923 г. картината е изложена в Музея в Люксембургската градина, а след това, от 1923 г. до 1978 г., отново е в Лувъра. През 1978 г. картината е изложена в музея Орсе, къдено се намира и понастоящем.
През 1875 г. Александър Кабанел рисува по-малка версия на картината (106 × 182,6 см), която днес се намира в колекцията на музея „Метрополитън“ в Ню Йорк.